# Skravelsjötjärnen
Skravelsjötjärnen är en sjö i Umeå kommun i Västerbotten och ingår i Umeälven-Hörnåns kustområde. Sjön har en area på 0,0671 kvadratkilometer och ligger 67 meter över havet. Sjön avvattnas av vattendraget Strömsbäcken.

## Delavrinningsområde
Skravelsjötjärnen ingår i det delavrinningsområde (707994-171426) som SMHI kallar för Inloppet i Stöcksjön. Medelhöjden är 45 meter över havet och ytan är 25,44 kvadratkilometer. Det finns inga avrinningsområden uppströms utan avrinningsområdet är högsta punkten. Avrinningsområdets utflöde Strömsbäcken mynnar i havet. Avrinningsområdet består mestadels av skog (55 procent), öppen mark (15 procent) och jordbruk (21 procent). Avrinningsområdet har 0,07 kvadratkilometer vattenytor vilket ger det en sjöprocent på 0,3 procent. Bebyggelsen i området täcker en yta av 0,18 kvadratkilometer eller 1 procent av avrinningsområdet.